# Фартушний Костянтин Миколайович
Костянти́н Микола́йович Фарту́шний — старший лейтенант Збройних сил України.

## З життєпису
Командир розвідувальної роти 22-го батальйону. У серпні 2014-го у складі підрозділу утримував кільце навколо Луганська.
5 вересня 2014-го близько 13 години взвод молодшого лейтенанта 3-го БТРо Калиновського Павла Олександровича кількістю 25 військовиків, та кілька вояків 1-ї танкової бригади, серед яких був Дмитро Власенко, поблизу села Шишкове після 2-годинного бою (висота 180.9, блок-пост «Щогла») близько 16-ї здійснив відхід у західному напрямку, втративши всю техніку, зведений підрозділ ЗСУ почав відходити в західному напрямку, щоб уникнути оточення. Зведений підрозділ ЗСУ в своєму складі налічував: взвод 3-го БТрО — 25 військовослужбовців, командир — молодший лейтенант Калиновський Павло Олександрович; підрозділ 1-ї ОТБр — 18 військовослужбовців, командир — майор Степанченко Дмитро Андрійович та 4 військовослужбовців 22-го БТрО, командир розвідроти — старший лейтенант Фартушний Костянтин Миколайович. Павло Калиновський разом з важкопораненим у стегно Андрієм Малашняком та ще трьома бійцями свого взводу і трьома військовослужбовцями 1-ї окремої танкової бригади увечері біля Крутої Гори потрапив у засідку. Після стрілянини опинилися в полоні, полонили й військовиків 3-го БТРо Павла Калиновського, Олега Петрака, Михайла Кузьмина та Мирослава Литвина. З 1-ї отбр потрапили в полон Павло Калиновський, Дмитро Власенко, та Андрій Норенко, який замикаючи колону виводив важкопораненого Малашняка А. В. — у проміжку між 19 та 20 годинами між селами Крута Гора та Раївка. Члени незаконного збройного формування відкрили вогонь, вимагаючи військовослужбовців скласти зброю. Оскільки один із них був важкопоранений — бійцям довелося здатися в полон. Свідки з розмов між членами незаконного збройного формування зрозуміли, що на голови полонених натягнули пакети й відвели на так звану «Дамбу». Згодом КамАЗ від'їхав з місця інциденту. 6 вересня, повернувшись на місце події, військовослужбовці не знайшли товаришів та припустили, що тих забрали в полон живими.

## Нагороди
За особисту мужність і героїзм, виявлені у захисті державного суверенітету та територіальної цілісності України, вірність військовій присязі під час російсько-української війни
- нагороджений орденом «За мужність» III ступеня (22.1.2015).